# Miyamoto (cratère martien)
Miyamoto est un cratère d'impact de 145,2 km de diamètre situé sur la planète Mars dans le quadrangle de Margaritifer Sinus, par 2,87° S et 353,05° E, en bordure occidentale de Meridiani Planum, sous lequel il est partiellement enfoui, non loin du site d'atterrissage du rover Opportunity.

## Géologie
Toute la région du cratère Miyamoto présente une géologie témoignant d'un passé humide, avec la présence de minéraux de type argile (phyllosilicates), des chlorures, des sulfates et des oxydes de fer. Depuis les mesures de la sonde Mars Global Surveyor, Meridiani Planum est connu pour receler de l'hématite grise cristallisée, qui se forme sur Terre dans les sources chaudes ou dans les points d'eau stagnante, raison pour laquelle on pense que cette région aurait jadis connu un climat humide. Des lits de cours d'eau en relief inversé, caractéristiques d'une cimentation en terrain aride par de l'eau minéralisée, ont par ailleurs été relevés près du bord occidental du cratère, dans la région où le fond de celui-ci affleure sous des couches de sédiments plus récents.

## Site envisagé pour la mission «MSL/Curiosity»
En raison de son histoire lacustre particulière, le cratère Miyamoto figurait parmi les sept sites envisagés en 2008 pour l'atterrissage de l'astromobile « Curiosity » de la mission Mars Science Laboratory, prévu en août 2012 ; il a été écarté lors du vote en 2009 de la communauté scientifique au profit de quatre autres sites. La mission « MSL/Curiosity » a pour objectif de déterminer l'habitabilité passée et présente de Mars, et donc d'identifier d'éventuelles traces de vie passée ; pour cette raison, son site d'implantation doit a priori avoir été le plus propice à la vie et à la préservation de ses traces éventuelles.